# 2024年夏季奥林匹克运动会跳水女子双人3米跳板比赛
2024年夏季奥林匹克运动会跳水女子双人3米跳板比赛是第33届奥运会的一个比赛小项，于2024年7月27日在巴黎水上運動中心举行。这将是该项目自2000年以来在夏季奥运会的第7次亮相。
中國選手昌雅妮、陈艺文每一輪都取得全場最高分，以337.68分穩穩摘得金牌，实现了中国队在这个项目上的六连冠。澳大利亞選手麦迪逊·基尼、安娜贝尔·史密斯在最後一跳前有望衝擊銀牌，結果出現巨大失誤，無緣領獎臺。美国队的萨拉·培根和卡西迪·库克获得银牌，这是美国队继2012年伦敦奥运会后时隔12年再次登上该小项领奖台；英国队的亚丝明·哈珀和斯卡莉特·缪·詹森获得铜牌，为英国队在该小项上的历史第一枚奖牌，也是英国女子跳水自1960年罗马奥运会之后获得的第一枚奖牌。
颁奖嘉宾为国际奥委会委员于再清和世界水上运动副主席、跳水奥运冠军周继红。

## 日程
所有时间以欧洲中部夏令时间 (UTC+2) 为准
| 日期    | 时间  | 轮次 |
| ------- | ----- | ---- |
| 7月27日 | 11:00 | 决赛 |

## 资格来源
2023年世界游泳锦标赛前3名的队伍代表其国家奥委会获得了首批参赛名额。法国作为东道主，保证获得1个席位。接下来的4个名额在2024年世界游泳锦标赛上确定。

## 比赛结果
| 排名 | 运动员                          | 代表团 | 分数  | 分数  | 分数  | 分数  | 分数  | 分数   |
| 排名 | 运动员                          | 代表团 | 第1轮 | 第2轮 | 第3轮 | 第4轮 | 第5轮 | 总分   |
| ---- | ------------------------------- | ------ | ----- | ----- | ----- | ----- | ----- | ------ |
| 金牌 | 昌雅妮 陈艺文                   | 中国   | 52.80 | 51.00 | 77.40 | 79.98 | 76.50 | 337.68 |
| 銀牌 | 萨拉·培根 卡西迪·库克           | 美国   | 49.80 | 51.00 | 71.10 | 72.54 | 70.20 | 314.64 |
| 銅牌 | 亚丝明·哈珀 斯卡莉特·缪·詹森    | 英国   | 50.40 | 46.20 | 63.90 | 71.10 | 70.68 | 302.28 |
| 4    | 基娅拉·佩拉卡尼 埃莱娜·贝尔托基 | 意大利 | 49.20 | 45.00 | 68.40 | 68.82 | 62.10 | 293.52 |
| 5    | 麦迪逊·基尼 安娜贝尔·史密斯     |        | 47.40 | 48.00 | 73.80 | 74.40 | 48.60 | 292.20 |
| 6    | 杰特·穆勒 莱娜·亨切尔           | 德国   | 48.60 | 48.00 | 64.80 | 67.89 | 59.40 | 288.69 |
| 7    | 维多利亚·凯萨尔 安娜·佩斯门卡   | 乌克兰 | 45.60 | 42.00 | 45.60 | 45.60 | 51.30 | 251.37 |
| 8    | Nais Gillet 朱丽叶·兰迪         | 法国   | 42.00 | 43.80 | 48.72 | 51.24 | 54.27 | 240.03 |